# サセックス大学

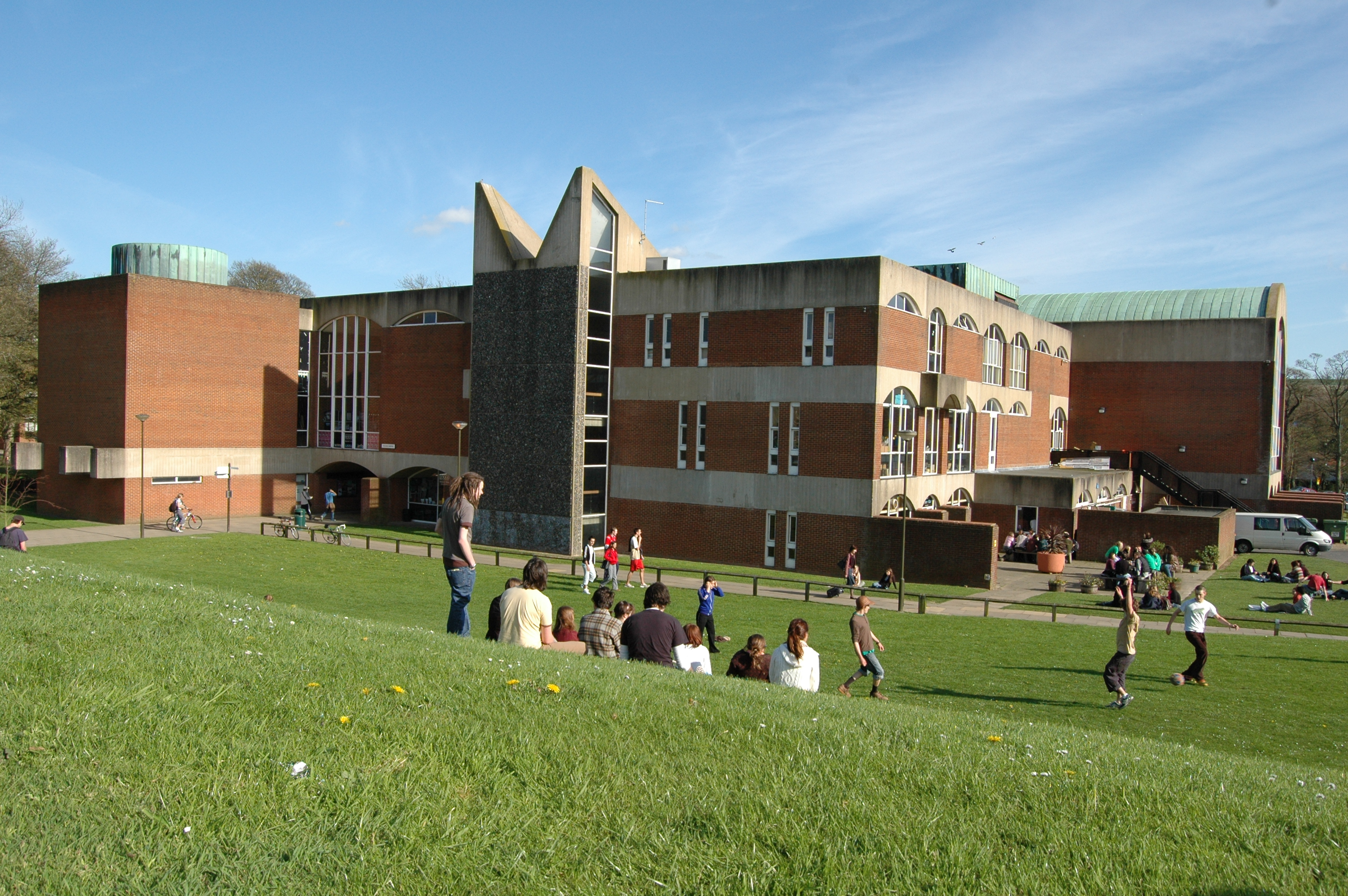
University of Sussex

サセックス大学（英語: University of Sussex）は、イギリス屈指のリゾート地であるイースト・サセックス州ブライトン近郊、ファルマー村にある1961年設立の総合大学。2020年度のTHE世界大学ランキングにおいて第146位(世界の高等機関は約23000校)、開発学においてはQS世界大学ランキング5年連続第１位である(２位:英オックスフォード大学 ３位:米ハーバード大学) 。経済学、経営学、人類学、地理学、政治学、文学なども同ランキングで世界トップ100にランクインしており、美しいキャンパスと学際教育が特徴の大学である。多くの研究機関や産業界と連携し進めている研究は高い評価を得ており、ノーベル賞受賞者など優秀な教授陣を有している。また、学者養成に力を入れる研究型大学として知られ、教員1,000人のうち300人が専任の研究職である。サセックス大学はノーベル賞受賞者5名、王立協会フェロー15名、イギリス学士院フェロー10名を輩出し、同窓生には元首・大統領・首相・外交官・政治家・著名な科学者・活動家などを輩出している。

## 歴史
- 1958年：ブライトンに大学設置計画を政府が承認
- 1961年：サセックス大学が正式に開学
- 1993年：キャンパス内の建物が英国政府指定建築物 (Grade I or II) に認定される
- 2002年：ブライトン大学と共同でメディカル・スクールを開設
- 2004年：ロゴを現在のものに変更
- 2010年：キャンパスを再開発。新しい学術棟や2つの学生寮が完成

## キャンパス・学生生活

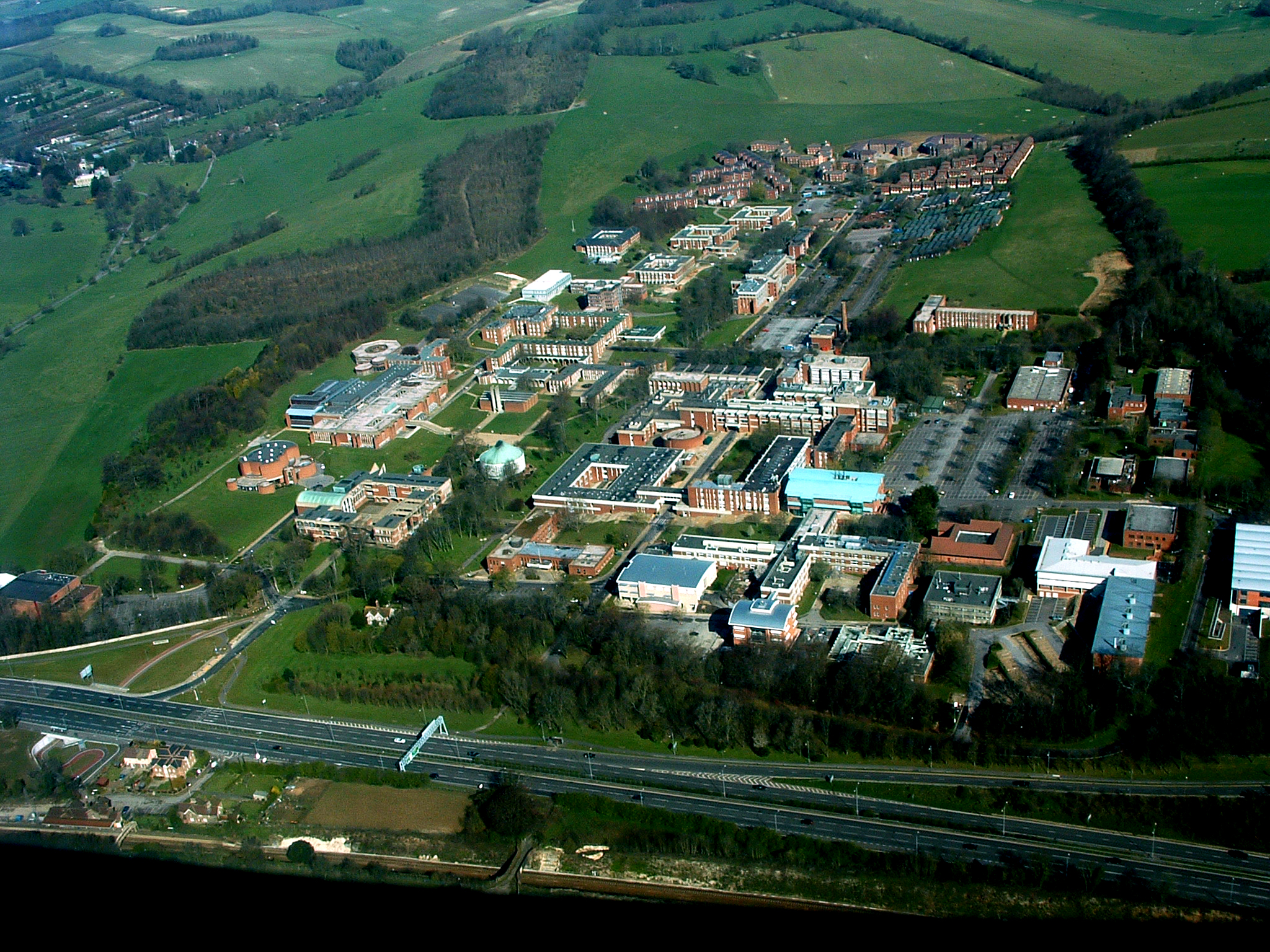
サセックス大学キャンパス（2004年撮影）

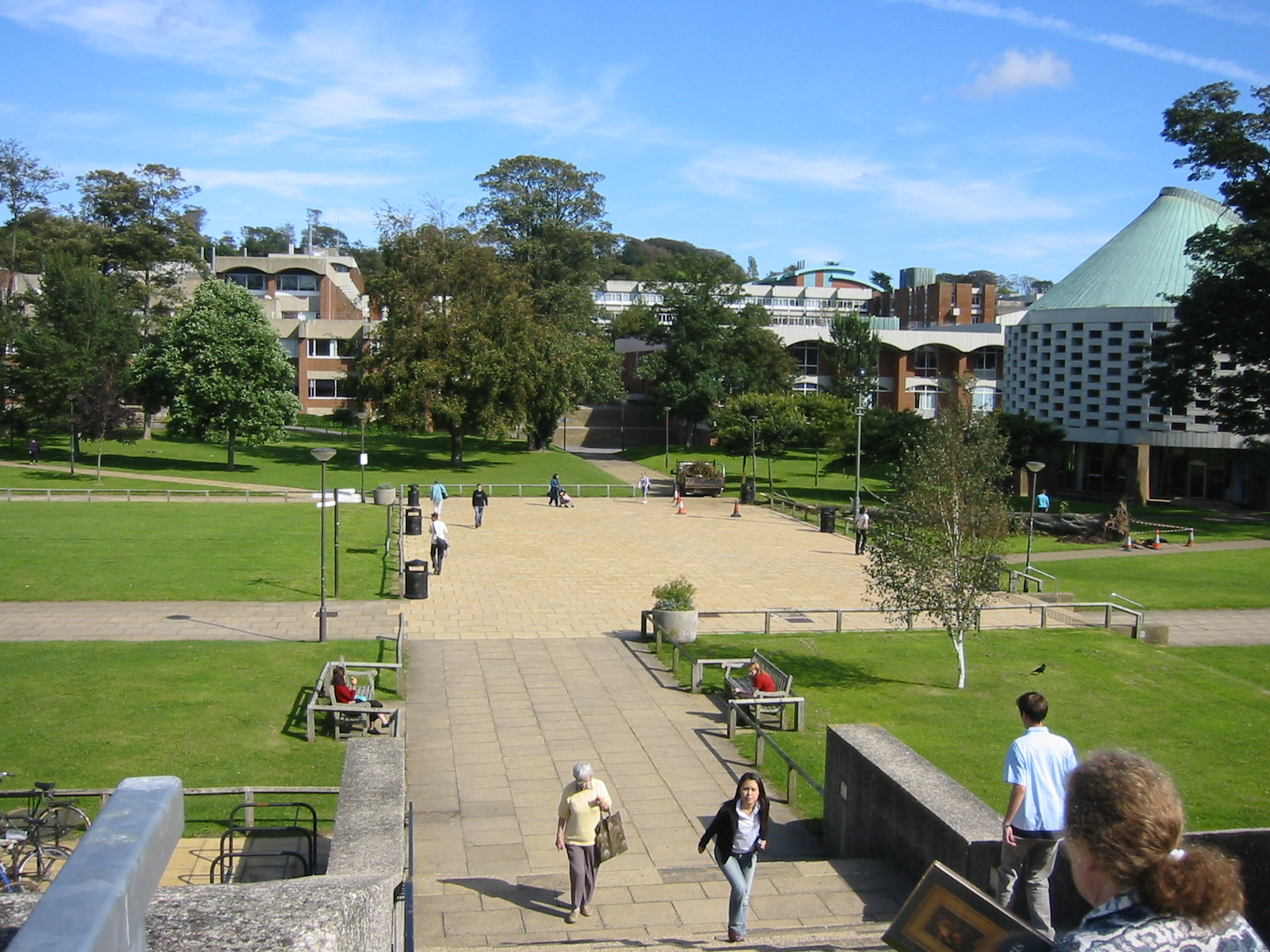
サセックス大学図書館前（2002年撮影）

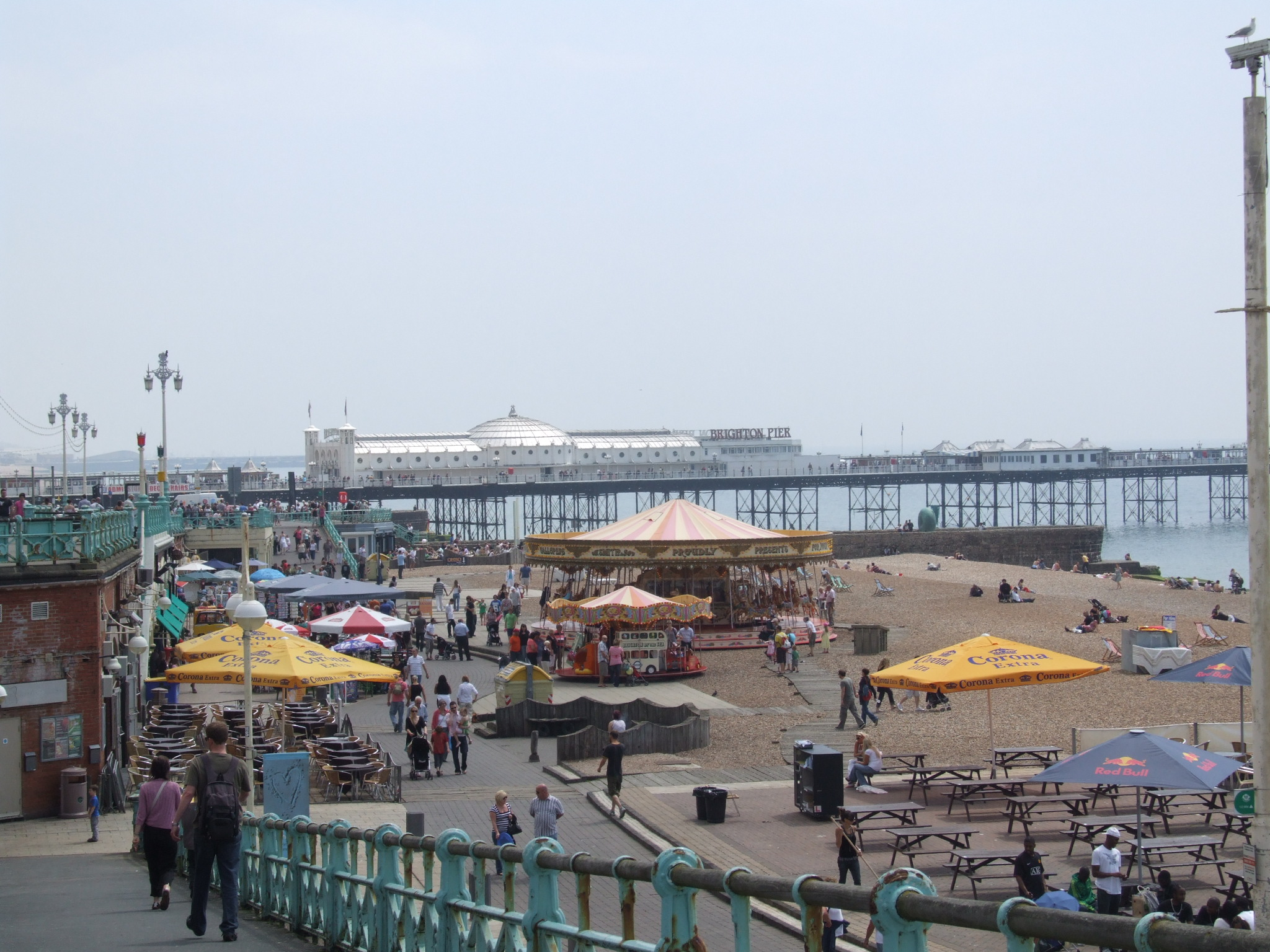
ブライトンのビーチ

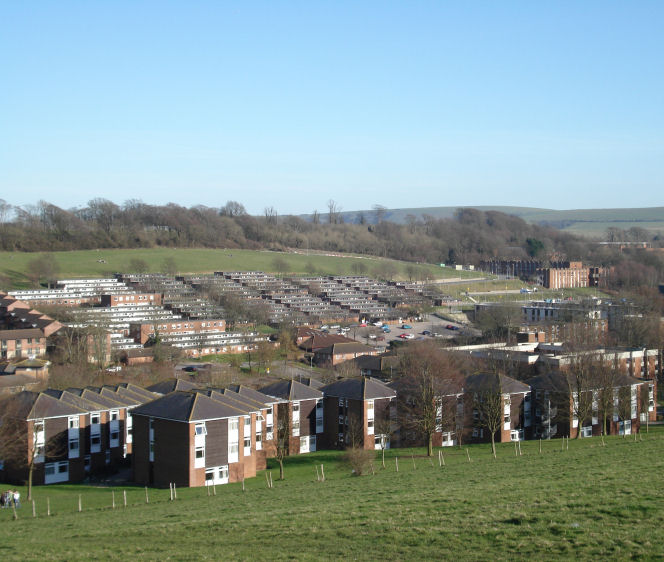
キャンパス内の学生寮

### キャンパス
サセックス大学で特筆すべきものの一つは、その美しいキャンパスである。250エーカー(約1キロ平方)という広大なキャンパスは、英国政府が特別自然美観地域に指定したサウス・ダウンズ国立公園内にある。イングランドに美しいキャンパスを持つ大学は数あれど、このように政府認定の美しい景観の中にキャンパスを構えるのはサセックス大学だけである。大学周辺には日本の富良野を思わせるようなのびやかな丘陵地帯が広がり、そこで作物が育てられたり、牛や馬が草をはんでいる。実際、キャンパスの隣も牧場で乳牛が放牧されており、牛を間近に見ることができる。キャンパスの西隣はイングリッシュ・ヘリテッジが管理するStanmer Parkで、美しい草原、小道、教会などがあり、晴れた日の散策に最適である。
上記のような美しい自然に囲まれたキャンパスは、「浜辺のロンドン」と呼ばれるほど活気があり、ビーチ、音楽、パーティの街として有名なブライトン中心部からわずか6キロの地点にある。ブライトン中心部には多数のパブ、レストラン、ナイトクラブ、ショッピングセンターや遊園地、映画館などもある。また夏になるとビーチは海水浴客でごった返し、無料で映画上映がされたり、花火が打ち上げられたりと多数のイベントが開催される。サセックス大学のキャンパスは周辺の豊かな自然に囲まれつつ、都会的な文化施設にも簡単にアクセスできる素晴らしいロケーションにある。2006年秋、イギリスの大学40校に留学している学生の投票によってサセックス大学が「滞在するのに最良の場所」に選ばれたことも、このロケーションのすばらしさを証明している。
サセックス大学のキャンパスには、他のイギリスの郊外型大学と同様に、学生が住む寮と生活に必要な施設があり、一つの街を形成している。キャンパス内に居住する学生は全体の40%以上で約4000人である。キャンパス内には2つの銀行支店、病院、薬局、郵便局、ジム、大学生協運営のスーパー、書店、カフェ、レストラン、パブなどがある。75万冊以上の蔵書を誇る図書館やコンピュータ施設は学期中24時間オープンしており、このこともキャンパス内に住む利点となっている。なお、サセックス大学の学生寮は大半がキャンパス内にあるが、ブライトン市街地にも数カ所あり、そのうち最も大きなKings Road寮は目の前にビーチが広がるオーシャン・ビューの部屋や周辺にナイトクラブなどが多いことで学生に人気がある。
キャンパス内の建物はBasil Spenceの設計で、英国政府指定建築物 (Grade I or II) に指定されており、法律によって保護されている。特にFalmer Houseは第一級 (Grade I) 建築物で、第二次世界大戦後建設された教育施設の第一級建造物指定は英国内で2例しかない。

### アクセス

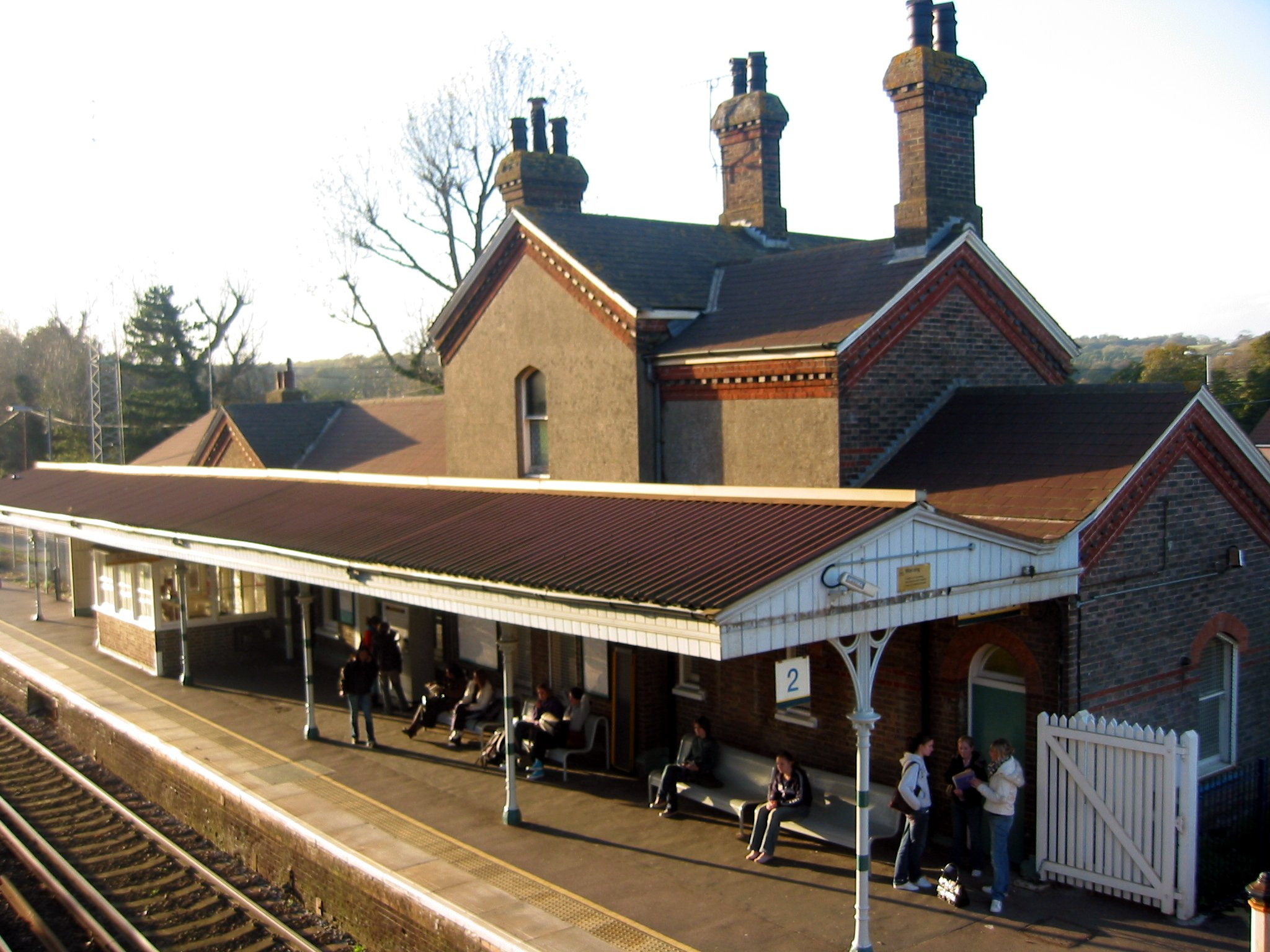
ファルマー駅（2005年撮影）

ブライトン市内からキャンパスへのアクセスには主に鉄道かバスが便利である。鉄道の場合、ブライトン駅からファルマー駅まで ルイス駅行きの列車で約6分である。この列車には自転車も無料で積み込めるので大学内を自転車で移動する、または行き帰りのどちらかは自転車を使う時に便利である。ファルマー駅からキャンパスまでは徒歩3分程度の距離であるが、駅の反対側にブライトン大学のキャンパスもあるので間違えないように注意する必要がある。バス利用の場合、ブライトン中心部からキャンパスまで約25分である。週末のバスは深夜1時過ぎまで営業をしているのでブライトンのナイトクラブなどで遊んだ後、キャンパス内の寮に戻る学生で賑わう。なお、キャンパス内にもバスの停留所が数カ所あり、キャンパス内での乗降は無料である。
ロンドンからブライトンへのアクセス手段は、主に鉄道とコーチの2種類がある。鉄道の場合、ロンドン中心部のヴィクトリア駅からブライトン駅まで約50分、またはロンドン・ブリッジ駅 (London Bridge station) からブライトンまで約1時間で、どちらもサザン鉄道のBrighton Main Lineである。またテムズリンクを使うと、ユーロスターが発着するセント・パンクラス駅からロンドン・ブリッジ駅経由乗換えなしでブライトンへ行くこともでき、こちらは所要時間1時間20分程度である。コーチの場合は、National Express社の路線でロンドン・ビクトリア・コーチ駅 (Victoria Coach Station) からブライトンまで約2時間である。コーチは深夜でも運行しており、またブライトン市内数カ所に停車するので、鉄道を使うより便利な場合も多い。
ロンドン周辺の空港からブライトンへのアクセスは、ヒースロー空港の場合、コーチで所要時間約2時間である。鉄道を利用する場合は、いったんロンドン市内中心部に戻って上記いずれかの駅からBrighton Main Lineの列車に乗車する。ガトウィック空港の場合は、鉄道で約30分、コーチで約45分である。

### 学生
サセックス大学のキャンパスには120ヶ国以上から学生が集り、20%以上の学生が海外からの留学生である。留学生の出身地域別ではEU圏内、アジア、そしてアメリカとなる。しかしながら国籍別の統計が公表されていないので、日本人がどの程度在籍しているのか定かではない。サセックス大学の学生の男女比は4:6と女性のほうが多い。またサセックス大学は「開かれた教育」や生涯教育に力を入れていることでも有名で、結果としてMature Student（学部入学年齢が21歳、大学院入学年齢が25歳以上の学生）が約20%と多い。障害がある学生や社会的に不利なバックグランドを持った学生もサセックス大学は広く受け入れている。

## スクール・学部
サセックス大学は学部によってではなく、より大きな区分である「スクール」に沿って組織が編成されている。
2022年現在「スクール」は12校あり、その下にいくつかの学部が組み込まれている。「スクール」は下記の通り。
| スクール               | 英称                                         | 学問領域                                       |
| ---------------------- | -------------------------------------------- | ---------------------------------------------- |
| ビジネススクール       | University of Sussex Business School         | 会計学、経済学、経営学、戦略・マーケティング論 |
| 教育・ソーシャルワーク | School of Education and Social Work          | 教育学、ソーシャルワーク、ソーシャルケア       |
| 工学・情報学           | School of Engineering and Informatics        | 工学、情報学、産業デザイン                     |
| グローバル研究         | School of Global Studies                     | 人類学、地理学、国際開発学、国際関係論         |
| 法学・政治学・社会学   | School of Law, Politics and Sociology        | 法学、政治学、社会学                           |
| ライフサイエンス       | School of Life Sciences                      | 生化学、化学、遺伝子学、神経科学、薬学         |
| 理学                   | School of Mathematical and Physical Sciences | 数学、物理学、天文学                           |
| 芸術学                 | School of Media, Arts and Humanities         | メディア論、芸術、人文学                       |
| 心理学                 | School of Psychology                         |                                                |
| メディカルスクール     | Brighton and Sussex Medical School           | 医学                                           |

### 開発学
世界的に評価が非常に高い「開発学」は23の修士・博士コース、4つの機関で提供されている。
- IDS (Institute of Development Studies)

IDSは参加型アプローチに基づく開発学の研究所として有名な機関。現在約200名の研究者と130名の学生が所属している。研究所はサセックス大学キャンパス内にあり、IDS所属学生はサセックス大学から学位を授与されるが、研究所自体はサセックス大学から独立したものである。IDSは専用の図書館を持つが、サセックス大学の学生も利用可能である。また、IDS所属の研究者が、IDS以外の機関が提供する開発学コースで指導する場合も多い。提供している開発学コースは以下の通りである。
Climate Change, Development and Policy MSc
Development Studies MA
Food and Development MA
Gender and Development MA
Globalisation, Business and Development MA
Governance, Development and Public Policy MA
Poverty and Development MA
Power, Participation and Social Change MA
Sustainable Development MSc (online)
PhD in Development Studies by Published Works
PhD in Development Studies by Research
- 科学政策研究ユニット SPRU (Science Policy Research Unit)[15]

SPRUは、University of Sussex Business Schoolに所属する、科学・テクノロジー・イノベーション政策とそれらのマネジメントを研究する世界的なシンクタンクである。科学技術政策分野における、世界初の学際的な研究機関であり、今日では、産業政策・エネルギー政策をはじめ、包括的な経済成長を目指してグローバルな政策課題に取り組んでいる。Global Go To Think Tank Index Report 2018 によると、Science and Technology Policy Think Tank において、イギリス国内第1位、世界第3位のシンクタンクの評価を受けた 。提供している開発学コースは以下の通りである。
　  Sustainable Development MSc
- CIE (Center for International Education)[17]

1989年に設立された研究機関であり、開発学の中でも教育に特化したコースを提供している。提供している開発学コースは以下の通りである。
　　International Education and Development MA
- School of Global Studies [18]

サセックス大学に所属する12のスクールのうちの1つであり、開発学を提供する4つの機関の中で最も多くの修士コースを提供している。社会開発から、環境・人権など様々なコースを提供している。また、修士・博士だけではなく、学士のコースも提供している。提供している開発学コースは以下の通りである。
Anthropology of Development and Social Transformation MA
Conflict, Security and Development MA
Environment, Development and Policy MA
Gender, Violence and Conflict MA
Global Political Economy MA
Human Rights MA
Media Practice for Development and Social Change MA
Migration and Global Development MA
Migration Studies MA
Social Development MA
Social Research Methods MSc

## 他の教育機関との関係

### イギリス国内
- 1994グループ

サセックス大学はイギリスの小規模研究志向大学連合1994グループの加盟校である。
- ブライトン大学 (University of Brighton)

ブライトン周辺にいくつかキャンパスを持ち、ファルマーにもキャンパスを持つブライトン大学とファルマーが本拠地のサセックス大学は共同でメディカル・スクールBSMS (Brighton and Sussex Medical School) を運営している。2002年設立のこのメディカル・スクールは、ロンドンを除くイングランド南東部最初のメディカルスクールである。また両校は経営学に関する研究所 (CENTRIM) も共同運営するなど、非常に密接な関係にある。
- キュー・ガーデン (Royal Botanic Gardens, Kew)

世界遺産キュー・ガーデン付属の研究所とサセックス大学は2008年1月より植物学における相互研究、および学生の教育で提携している。

### 日本との関係
サセックス大学によると、2022年時点で交流協定を結んでいる日本の大学は以下の通りであり、留学生や研究者の相互受け入れなどを行っている。
東京大学、早稲田大学、立教大学、国際基督教大学、同志社大学

## 評価

### QS大学分野別ランキング(開発学) 2023年度 第1位
- Times University Guide 2022年度 第47位
- Guardian University Guide 2022年度 第44位
- QS World University Ranking 2022年度 第226位
- Times Higher Education World University Rankings 2022年度 第151位
- Academic Ranking of World Universities 2021年度 第101位〜第150位

### RAE
Research Assessment Exercise (RAE) とは、イギリス政府が研究機関に対して数年に一度行う研究成果の公的な調査および査定である。RAEではイギリスの研究機関で行われている研究を何十もの分野に分け、その分野の専門家がお互いの研究成果を査定している。イギリス政府はRAEの結果に基づいて国内の研究機関への資金配分を決める。RAEはこれまで1992年、1996年、2001年、2008年の4回実施されている。
最新のRAE（2008年版）によると、総合ランキングで第28位であった。査定方法が変更されているため正確な比較ではないが、この結果は前回、2001年の調査の36位から改善している。
2008年のRAEでは、サセックス大学は26分野で査定を受けた。そのうち特に高い評価を得たのは、アメリカ学で1位、ヨーロッパ研究で2位、美術史で3位だった。（サセックス大学のRAE2008全結果はこちらをご覧ください。）

### 新聞社による評価
イギリスでは新聞各紙が独自の視点に基づいた大学ランキング（総合ランキングは下記の表を参照）を発表している。英国では分野別で大学が評価されることと毎年各大学・各分野の順位が変動することに注意したい。
|              | 2012               | 2011               | 2010               | 2009               | 2009 | 2008 | 2007 | 2006 | 2005 | 2004 | 2003 |
| ------------ | ------------------ | ------------------ | ------------------ | ------------------ | ---- | ---- | ---- | ---- | ---- | ---- | ---- |
| Times        | 14th               | 21st               | 35th               | 38th               | 35th | 27th | 37th | 39th | 41st | 44th | 43rd |
| Guardian     | 11th Guardian 2012 | 15th Guardian 2011 | 18th Guardian 2010 | 34th Guardian 2009 | 24th | 37th | 37th | 37th | 16th | 28th | 33rd |
| Sunday Times |                    | 21st               | 22nd               | 30th               | 27th | 20th | 30th | 25th | 30th | 34th | 31st |
| Independent  | 19th               | 19th               | 29th               | 26th               |      |      |      |      |      |      |      |

## 関係者

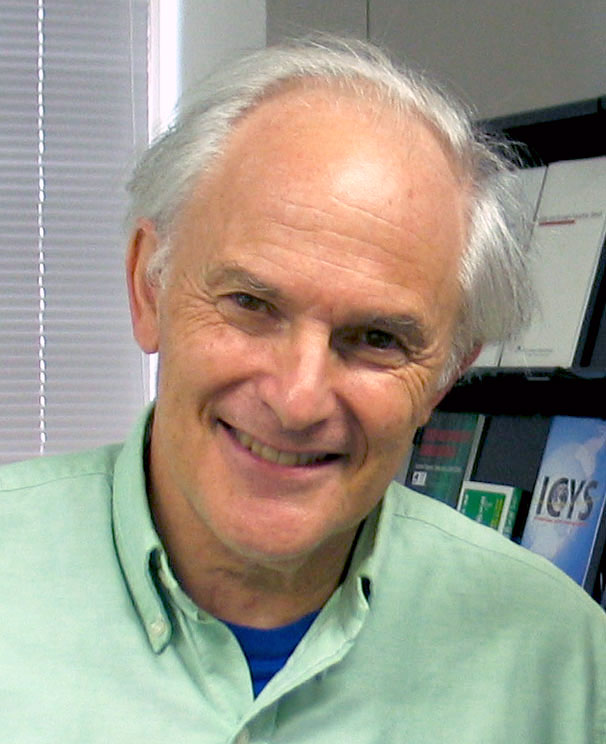
ハロルド・クロトー

サセックス大学の主な関係者（創立者・教員経験者・卒業生・中退者）

### 学者
- ハロルド・クロトー：化学、1996年ノーベル化学賞、コプリ・メダル
- アンソニー・レゲット：物理学、2003年ノーベル物理学賞
- ジョン・コーンフォース：化学、1975年ノーベル化学賞
- ジョン・メイナード＝スミス：進化生物学、「進化的に安定な戦略」、クラフォード賞
- ジョン・D・バロウ：数理物理学、ケンブリッジ大学応用数学・理論物理学科教授
- クリストファー・ソーン：歴史学、バンクロフト賞、「極東戦争」の概念の提唱
- ノーマン・コーン：歴史学、サセックス大学教授
- ウィリアム・マクリー：理論天文学、数学、王立天文学会ゴールドメダル、「定常宇宙論」
- バーナード・パーゲル：天文学、王立天文学会ゴールドメダル
- ジェラード・デランティ：社会学、サセックス大学社会学部教授
- ポール・ハースト：社会学、「結社民主主義論」
- ポール・ギルロイ：カルチュラル・スタディーズ、ロンドン・スクール・オブ・エコノミクス (LSE) 教授
- ホミ・K・バーバ：文学、「ポストコロニアル理論」、ハーバード大学教授
- マーティン・ワイト：国際関係論、英国学派の父祖
- メアリー・カルドー：国際関係論、ロンドン・スクール・オブ・エコノミクス (LSE) 教授
- ロナン・パラン：国際政治学、バーミンガム大学教授
- ジャスティン・ローゼンバーグ：国際政治学、サセックス大学国際関係および政治学上級講師
- マーティン・ショー：国際政治学、サセックス大学教授
- ローズマリー・フット：国際政治学、オックスフォード大学教授
- キハラハント愛：国際法学、東京大学大学院総合文化研究科教授
- 鈴木一人：国際政治学、EU研究、東京大学公共政策大学院教授
- 戸矢理衣奈：英国女性史、元経済産業研究所リサーチアソシエート
- 吉川元忠：経済学、元神奈川大学経済学部教授、『マネー敗戦』
- アンドリュー・メロウ：認知科学、大阪工業大学情報科学部准教授
- Timothy O'Shea：コンピュータ・サイエンス、エディンバラ大学副総長
- Calestous Juma：科学政策、開発学、ハーバード大学教授

### 政治家
- タボ・ムベキ：南アフリカ共和国大統領、1999-2008
- ヒラリー・ベン：イギリス ゴードン・ブラウン内閣、環境・食料・農村大臣、2007-2010
- Ben Bradshaw：イギリス ゴードン・ブラウン内閣、保健大臣、2007-2009
- Bernard Coard：グレナダ国、副首相

### 公務員
- 高瀬千賀子：国際連合地域開発センター所長

### 作家
- イアン・マキューアン：小説家、1998年ブッカー賞、『アムステルダム』
- キム・ニューマン：ファンタジー作家

### 出版
- Alexandra Shulman：ヴォーグ誌編集者

### 音楽
- Jem Griffiths：シンガーソングライター、マドンナへの楽曲提供
- ジョナサン・ハーヴェイ：作曲家
- トニー・バンクス：プログレッシブ・ロックバンド "ジェネシス" キーボーディスト
- ビリー・アイドル：パンクロックバンド "ジェネレーションX" ヴォーカル
- ロブ・ハーパー：パンク・ロック・バンド "ザ・クラッシュ" ドラマー

### 映像
- Jeremy Deller：映像アーティスト、ターナー賞

### マスコミ
- 宇佐美佑果：株式会社DEW起業家、元テレビ朝日アナウンサー（サセックス大学院を修了[44]）

### 芸能
- 太田エイミー：タレント

### スポーツ
- バージニア・ウェード：テニスプレイヤー、1968年全米オープン優勝、1972年全豪オープン優勝、1977年ウィンブルドン優勝
- ブレンダン・フォスター：陸上競技選手、1976年モントリオールオリンピック男子10000メートル銅メダリスト

## ギャラリー

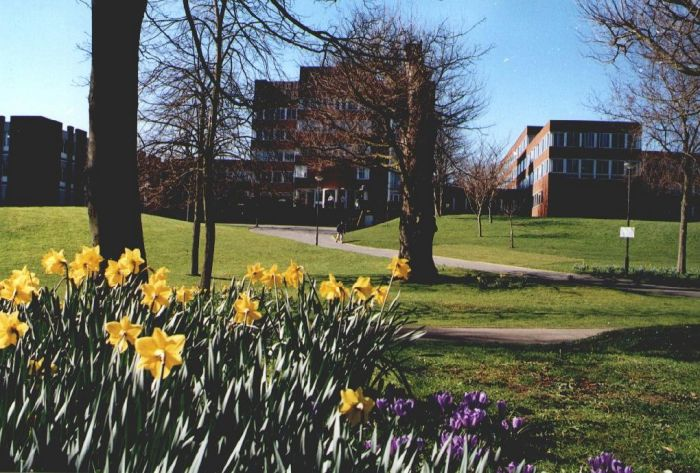
春先のキャンパス
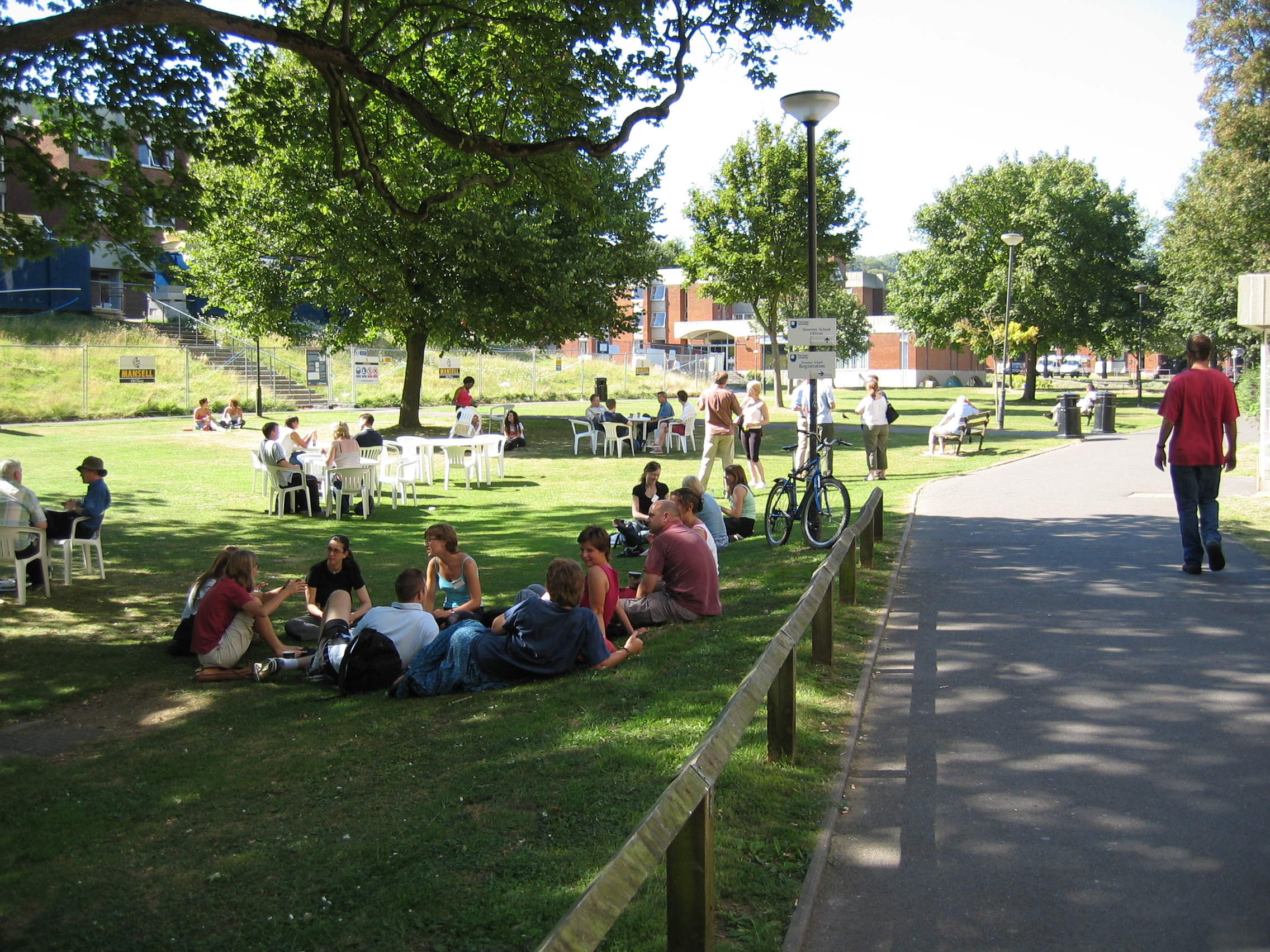
夏のキャンパス
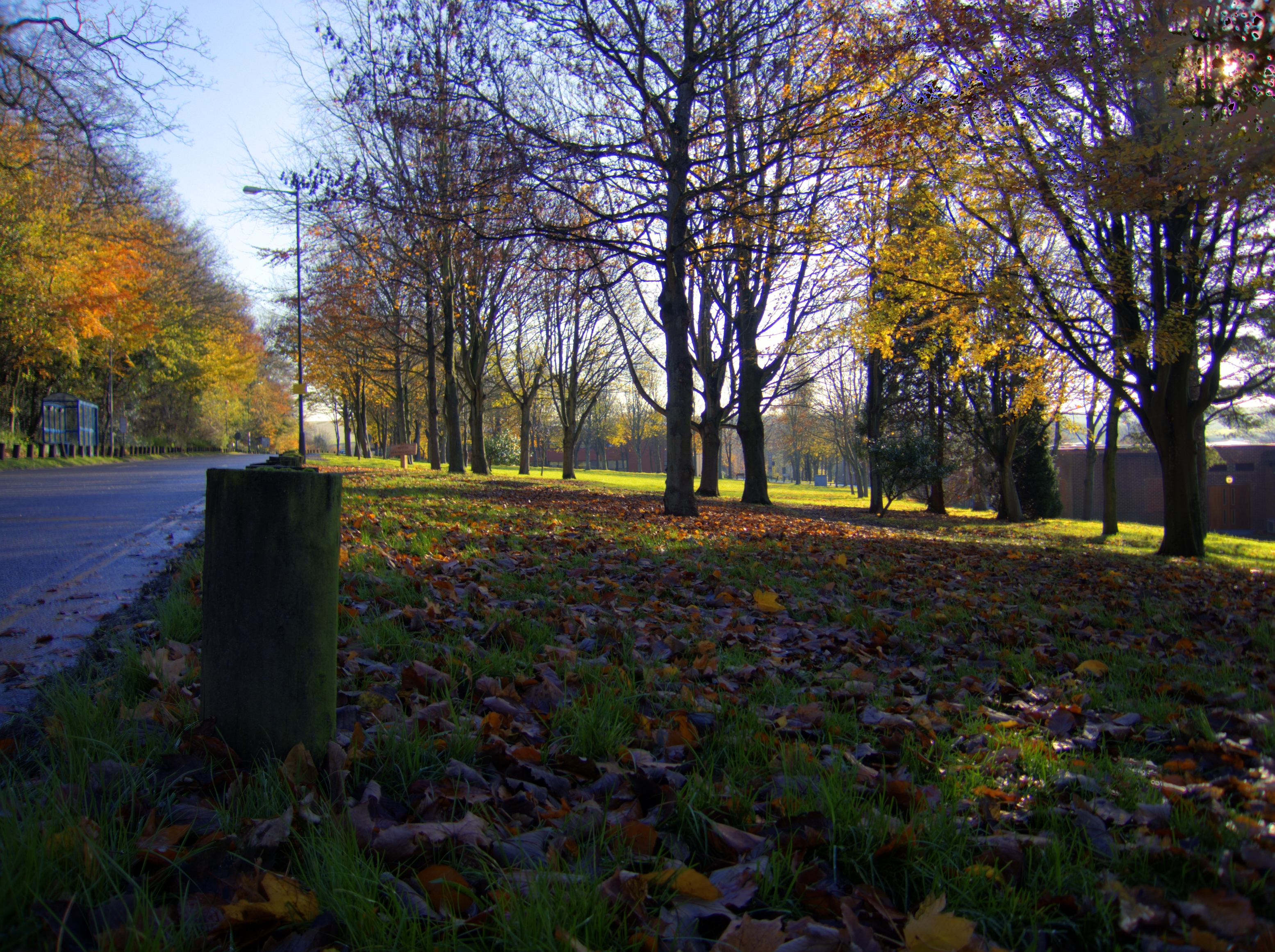
秋のキャンパス
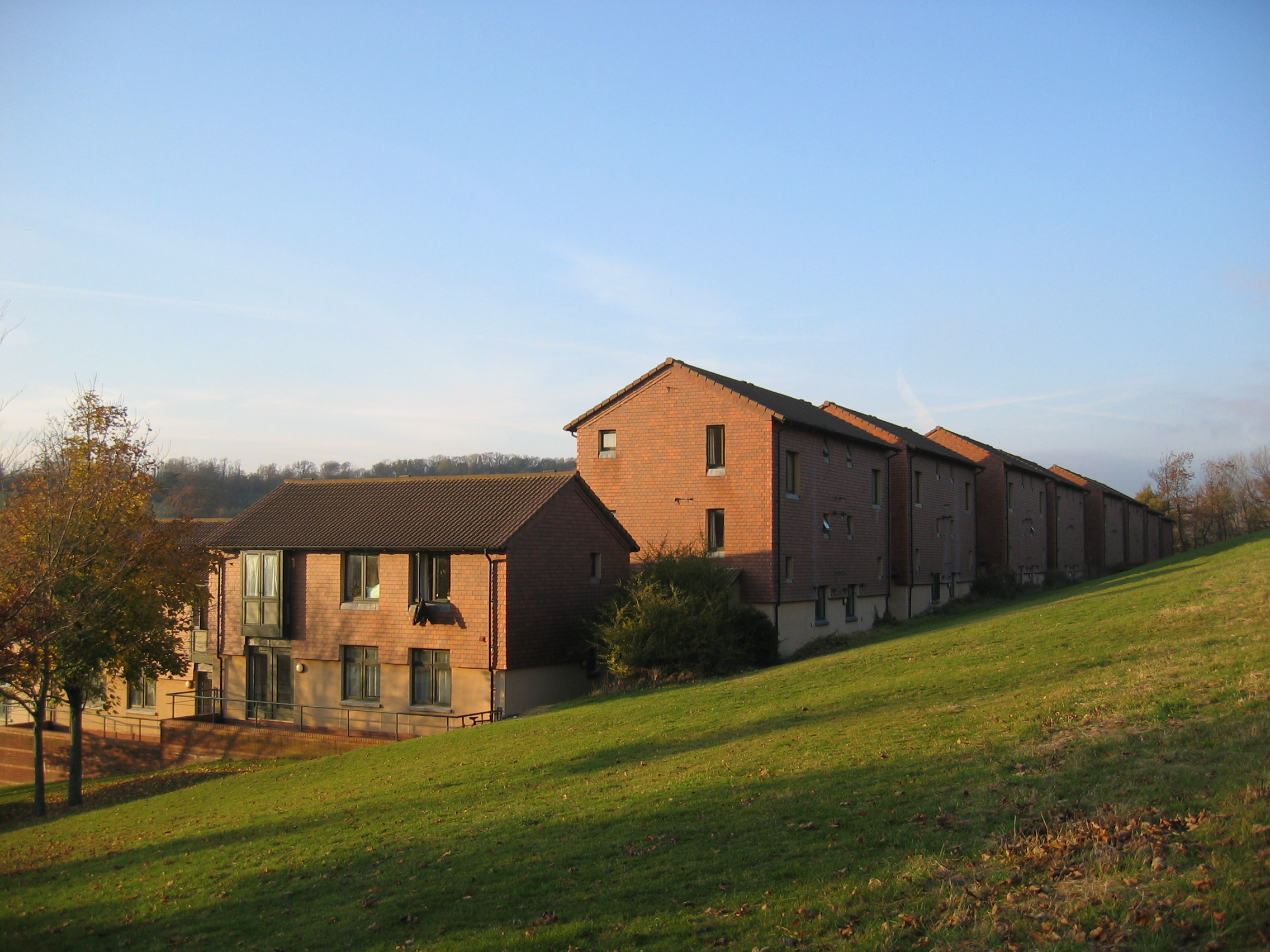
キャンパス内の寮 (Brighthelm)
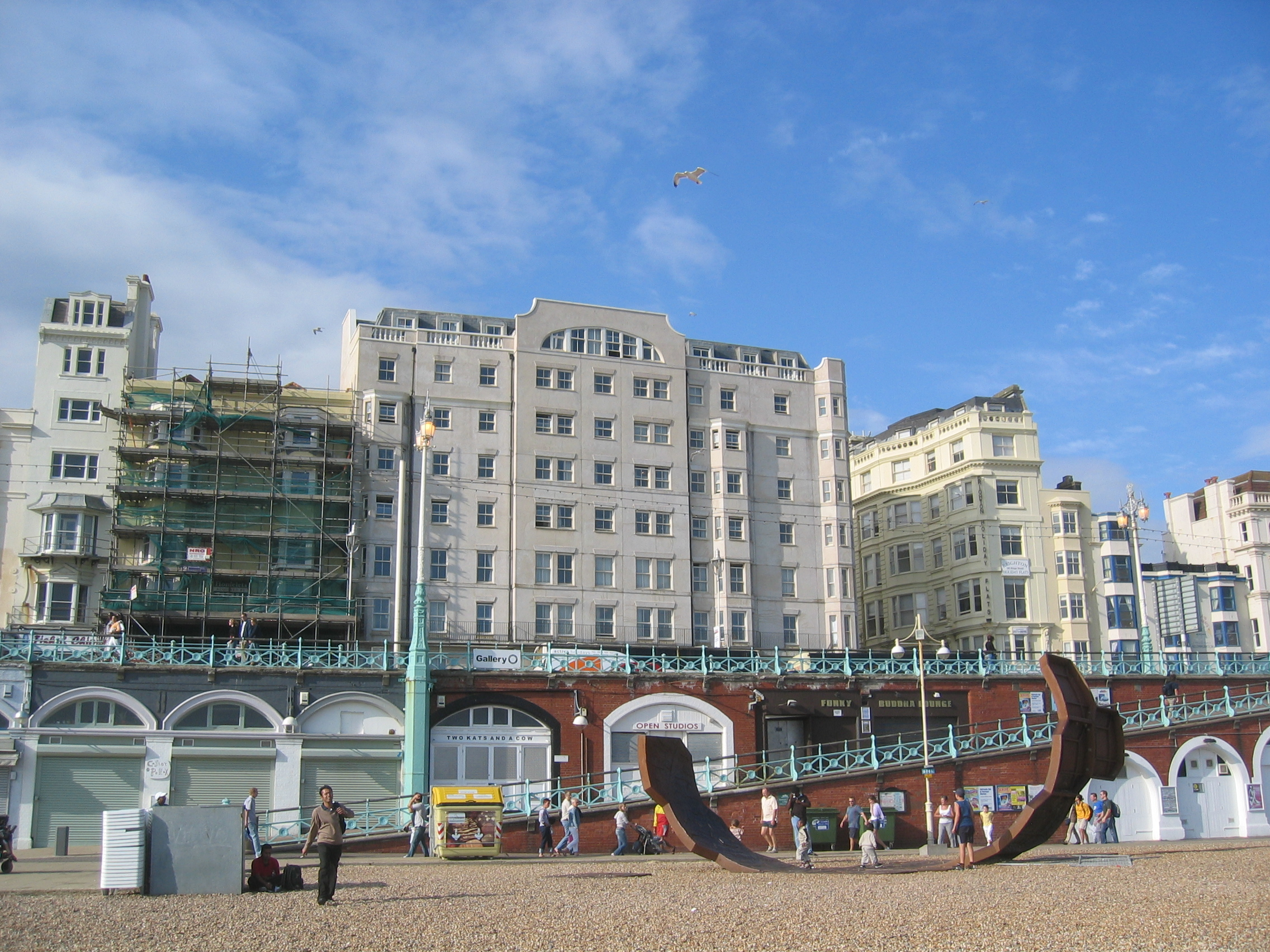
ブライトン市内の寮 (ビーチ前)
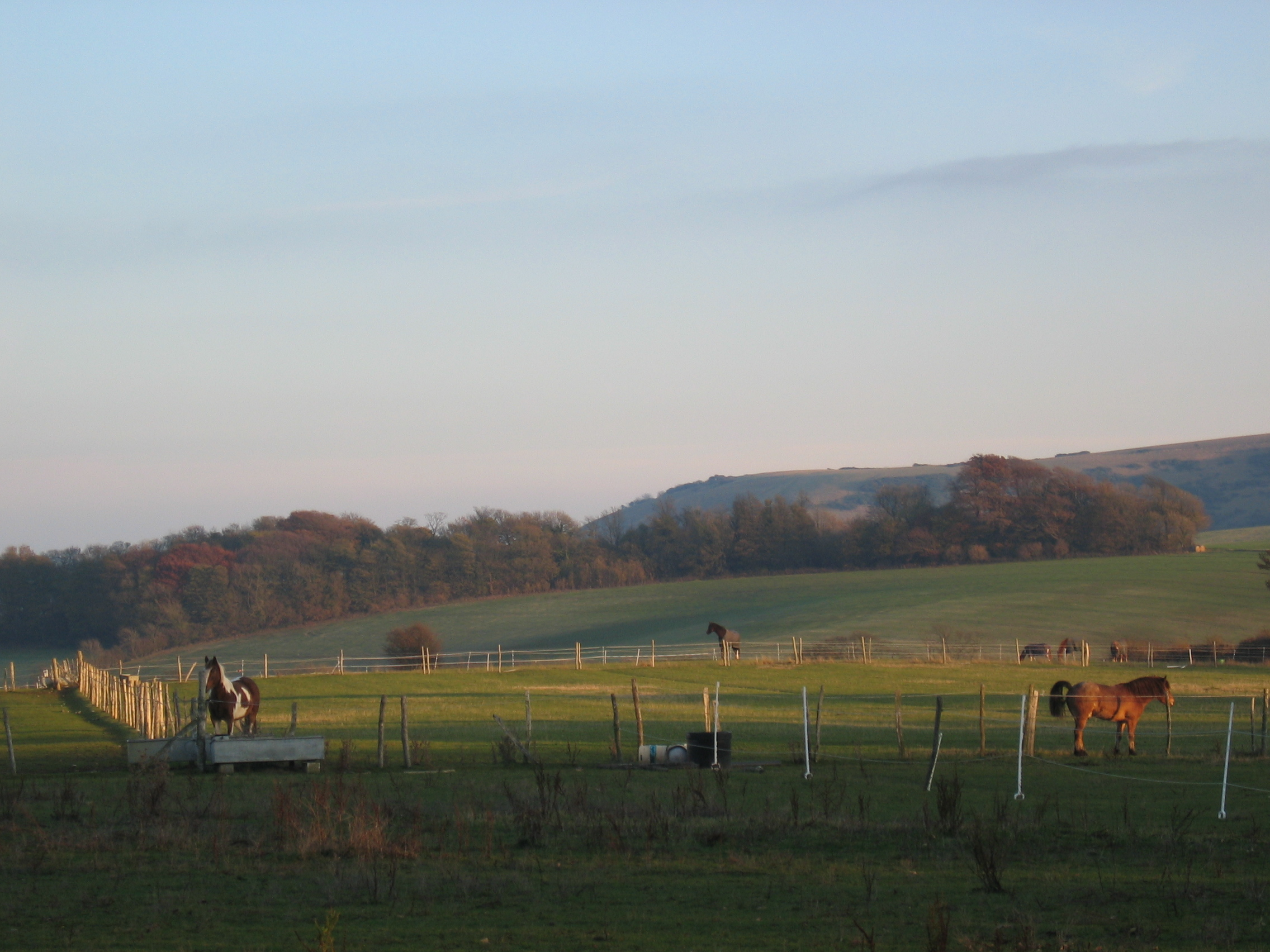
キャンパス隣の牧場